# Liste der Kulturdenkmale im Kreis Segeberg
In der Liste der Kulturdenkmale im Kreis Segeberg sind die Kulturdenkmale im schleswig-holsteinischen Kreis Segeberg aufgelistet. 
Grundlage der Einzellisten sind die in den jeweiligen Listen angegebenen Quellen. Die Angaben in den einzelnen Listen ersetzen nicht die rechtsverbindliche Auskunft der zuständigen Denkmalschutzbehörde. Die erforderlichen Denkmaleigenschaften werden im Denkmalschutzgesetz von Schleswig-Holstein festgeschrieben.
Die Bodendenkmale sind in der Liste der Bodendenkmale im Kreis Segeberg erfasst.

## Aufteilung
Wegen der großen Anzahl von Kulturdenkmalen im Kreis Segeberg ist diese Liste in Teillisten aufgeteilt und alphabetisch sortiert nach den Städten und Gemeinden des Kreises.
| Gemeinde/ Stadt          | Kulturdenkmalliste                                   | Wappen | Lage | Bild eines Kulturdenkmals |
| ------------------------ | ---------------------------------------------------- | ------ | ---- | ------------------------- |
| Alveslohe                | Liste der Kulturdenkmale in Alveslohe                |        |      |                           |
| Bad Bramstedt            | Liste der Kulturdenkmale in Bad Bramstedt            |        |      |                           |
| Bad Segeberg             | Liste der Kulturdenkmale in Bad Segeberg             |        |      |                           |
| Bahrenhof                | Liste der Kulturdenkmale in Bahrenhof                |        |      |                           |
| Bark                     | Liste der Kulturdenkmale in Bark                     |        |      |                           |
| Bebensee                 | Liste der Kulturdenkmale in Bebensee                 |        |      |                           |
| Bimöhlen                 | Liste der Kulturdenkmale in Bimöhlen                 |        |      |                           |
| Blunk                    | Liste der Kulturdenkmale in Blunk                    |        |      |                           |
| Boostedt                 | Liste der Kulturdenkmale in Boostedt                 |        |      |                           |
| Bornhöved                | Liste der Kulturdenkmale in Bornhöved                |        |      |                           |
| Daldorf                  | Liste der Kulturdenkmale in Daldorf                  |        |      |                           |
| Fuhlendorf (Holstein)    | Liste der Kulturdenkmale in Fuhlendorf (Holstein)    |        |      |                           |
| Glasau                   | Liste der Kulturdenkmale in Glasau                   |        |      |                           |
| Gönnebek                 | Liste der Kulturdenkmale in Gönnebek                 |        |      |                           |
| Groß Kummerfeld          | Liste der Kulturdenkmale in Groß Kummerfeld          |        |      |                           |
| Groß Niendorf (Holstein) | Liste der Kulturdenkmale in Groß Niendorf (Holstein) |        |      |                           |
| Groß Rönnau              | Liste der Kulturdenkmale in Groß Rönnau              |        |      |                           |
| Großenaspe               | Liste der Kulturdenkmale in Großenaspe               |        |      |                           |
| Heidmühlen               | Liste der Kulturdenkmale in Heidmühlen               |        |      |                           |
| Hardebek                 | Liste der Kulturdenkmale in Hardebek                 |        |      |                           |
| Hasenkrug                | Liste der Kulturdenkmale in Hasenkrug                |        |      |                           |
| Henstedt-Ulzburg         | Liste der Kulturdenkmale in Henstedt-Ulzburg         |        |      |                           |
| Hitzhusen                | Liste der Kulturdenkmale in Hitzhusen                |        |      |                           |
| Högersdorf               | Liste der Kulturdenkmale in Högersdorf               |        |      |                           |
| Hüttblek                 | Liste der Kulturdenkmale in Hüttblek                 |        |      |                           |
| Itzstedt                 | Liste der Kulturdenkmale in Itzstedt                 |        |      |                           |
| Kaltenkirchen            | Liste der Kulturdenkmale in Kaltenkirchen            |        |      |                           |
| Kattendorf               | Liste der Kulturdenkmale in Kattendorf               |        |      |                           |
| Kayhude                  | Liste der Kulturdenkmale in Kayhude                  |        |      |                           |
| Kisdorf                  | Liste der Kulturdenkmale in Kisdorf                  |        |      |                           |
| Klein Gladebrügge        | Liste der Kulturdenkmale in Klein Gladebrügge        |        |      |                           |
| Klein Rönnau             | Liste der Kulturdenkmale in Klein Rönnau             |        |      |                           |
| Kükels                   | Liste der Kulturdenkmale in Kükels                   |        |      |                           |
| Leezen (Holstein)        | Liste der Kulturdenkmale in Leezen (Holstein)        |        |      |                           |
| Lentföhrden              | Liste der Kulturdenkmale in Lentföhrden              |        |      |                           |
| Nahe (Holstein)          | Liste der Kulturdenkmale in Nahe (Holstein)          |        |      |                           |
| Nehms                    | Liste der Kulturdenkmale in Nehms                    |        |      |                           |
| Neuengörs                | Liste der Kulturdenkmale in Neuengörs                |        |      |                           |
| Norderstedt              | Liste der Kulturdenkmale in Norderstedt              |        |      |                           |
| Nützen                   | Liste der Kulturdenkmale in Nützen                   |        |      |                           |
| Oering                   | Liste der Kulturdenkmale in Oering                   |        |      |                           |
| Pronstorf                | Liste der Kulturdenkmale in Pronstorf                |        |      |                           |
| Rickling                 | Liste der Kulturdenkmale in Rickling                 |        |      |                           |
| Rohlstorf                | Liste der Kulturdenkmale in Rohlstorf                |        |      |                           |
| Schmalensee              | Liste der Kulturdenkmale in Schmalensee              |        |      |                           |
| Schmalfeld               | Liste der Kulturdenkmale in Schmalfeld               |        |      |                           |
| Schwissel                | Liste der Kulturdenkmale in Schwissel                |        |      |                           |
| Seedorf (Kreis Segeberg) | Liste der Kulturdenkmale in Seedorf (Kreis Segeberg) |        |      |                           |
| Sievershütten            | Liste der Kulturdenkmale in Sievershütten            |        |      |                           |
| Stipsdorf                | Liste der Kulturdenkmale in Stipsdorf                |        |      |                           |
| Stocksee                 | Liste der Kulturdenkmale in Stocksee                 |        |      |                           |
| Strukdorf                | Liste der Kulturdenkmale in Strukdorf                |        |      |                           |
| Struvenhütten            | Liste der Kulturdenkmale in Struvenhütten            |        |      |                           |
| Sülfeld                  | Liste der Kulturdenkmale in Sülfeld                  |        |      |                           |
| Todesfelde               | Liste der Kulturdenkmale in Todesfelde               |        |      |                           |
| Trappenkamp              | Liste der Kulturdenkmale in Trappenkamp              |        |      |                           |
| Travenhorst              | Liste der Kulturdenkmale in Travenhorst              |        |      |                           |
| Traventhal               | Liste der Kulturdenkmale in Traventhal               |        |      |                           |
| Wahlstedt                | Liste der Kulturdenkmale in Wahlstedt                |        |      |                           |
| Wakendorf I              | Liste der Kulturdenkmale in Wakendorf I              |        |      |                           |
| Wakendorf II             | Liste der Kulturdenkmale in Wakendorf II             |        |      |                           |
| Weddelbrook              | Liste der Kulturdenkmale in Weddelbrook              |        |      |                           |
| Wensin                   | Liste der Kulturdenkmale in Wensin                   |        |      |                           |
| Wiemersdorf              | Liste der Kulturdenkmale in Wiemersdorf              |        |      |                           |